# Hoplostethus latus
Hoplostethus latus är en fiskart som beskrevs av Mcculloch, 1914. Hoplostethus latus ingår i släktet Hoplostethus och familjen Trachichthyidae. Inga underarter finns listade i Catalogue of Life.